# Colecisti a porcellana
La cistifellea a porcellana è una calcificazione della cistifellea che si ritiene sia causata dall'eccessiva presenza di calcoli biliari, sebbene la causa esatta non sia chiara. Come nel caso dei calcoli biliari, questa condizione si verifica prevalentemente nelle donne in sovrappeso di mezza età. È una variante morfologica della colecistite cronica. Le cicatrici infiammatorie della parete, combinate con calcificazioni distrofiche all'interno, rendono la cistifellea simile alla porcellana. La rimozione della cistifellea (colecistectomia) è il trattamento raccomandato.

## Sintomi
I sintomi sono simili a quelli di una calcolosi biliare e possono includere dolore addominale (specialmente dopo aver mangiato), ittero e vomito. La colecisti a porcellana può anche essere asintomatica e scoperta tramite imaging durante l'attività di routine.

### Associazione con il cancro
L'affermazione che la colecisti a porcellana aumenta l'incidenza del cancro della cistifellea è universalmente accettata e trasmessa alle generazioni di futuri medici, ma si basa su studi del 1931 e del 1962. Un articolo pubblicato nel 2013 ha esaminato 111 studi e ha trovato 340 pazienti con calcificazione della parete della cistifellea mostrando un tasso globale del 21% di neoplasia della colecisti; tuttavia, quando sono stati esclusi studi con evidenti errori di selezione, il tasso di neoplasia della colecisti è sceso al 6%. Comparativamente, una coorte abbinata senza calcificazione della cistifellea ha mostrato un tasso dell'1% di neoplasia della cistifellea.
Un secondo studio ha esaminato 25 900 campioni di colecisti e ha trovato 150 pazienti con cancro e 44 pazienti con cistifellea calcificata di due tipi (calcificazione intramurale e calcificazione della mucosa selettiva). Il gruppo selezionato con calcificazione della mucosa ha mostrato un'incidenza del cancro del 7% con un odds ratio significativo di 13,89.

## Diagnosi
Radiografia addominale (raggi X), ecografia addominale o TC.

## Trattamento
A causa dell'aumentato rischio di cancro alla cistifellea, il trattamento raccomandato è la colecistectomia che di solito include l'imaging preoperatorio o intraoperatorio dell'albero biliare. La colecistectomia può essere eseguita tramite un'incisione aperta o tramite metodi laparoscopici, ma l'anatomia e la consistenza della cistifellea possono complicare l'operazione.